# Se io, se lei
Se io, se lei prodotto da Mauro Malavasi che cura gli arrangiamenti. è un singolo del cantautore italiano Biagio Antonacci, pubblicato nel 1994 come secondo estratto dal quarto album in studio Biagio Antonacci.

## Tracce
1. Se io, se lei – 4:53

## Formazione
- Biagio Antonacci - voce, cori
- Mauro Malavasi - tastiera, cori, batteria, arrangiamento
- Massimo Muccioli - basso
Produzione
  - Mauro Malavasi – produzione, mixaggio, mastering
  - Fabio Coppini - produzione

## Classifiche
| Classifica (2012) | Posizione massima |
| ----------------- | ----------------- |
| Italia            | 54                |